# 鄭西旅客専用線
鄭西旅客専用線（ていせいりょかくせんようせん、中文表記: 郑西客运专线、英文表記: Zhengzhou–Xi'an High-Speed Railway）は中国の河南省鄭州市と陝西省西安市を結ぶ高速鉄道路線である。

## 概要
中国の高速鉄道網である「四縦四横」の一つである徐蘭旅客専用線の一部であり、鉄道部と河南省、陝西省政府の共同出資により建設された。鄭西旅客専用線は鄭州市の鄭州東駅から洛陽市、三門峡市、渭南市を経由して西安市の西安北駅までを結ぶ。「京広通道」（京広線・京広旅客専用線、北京 - 広州）と「大湛通道」（同蒲線・太焦線・洛湛線等、大同 - 湛江）、「包柳通道」（包神線・湘桂線等、包頭 - 柳州）と接続する。本線の延長は456.639 kmで、その他に西安北駅より西に向かい隴海線の咸陽西駅へ至る連絡線が27.879 kmある。工事は鄭州周辺の鉄道網整備工事と鄭州 - 西安（臨潼東）間の本線と西安周辺の鉄道網整備工事の3部分に分けて行われた。
鄭州東駅の完成前までは滎陽線路所（信号場） - 鄭州西駅 - 鄭州駅という連絡線を経由して既存の鄭州駅（ホーム1面と発着線2線を増設）へ入線していた。連絡線の制限速度は160km/hである。西安北駅及び咸陽西駅への連絡線の完成前までは、暫定的に臨潼東駅 - 窯村駅 - 西安駅の連絡線を経由して西安駅（動車組用ホーム増設済み）へ入線していた。2011年、西安北駅の部分開業後、列車は西安北駅へ入線している。

## 施工技術
ドイツのZüblin社の技術によるスラブ軌道を採用している。

## 重点工程
- 張茅トンネル：河南省三門峡市陝州区にあり、全長8460m。
- 函谷関トンネル：河南省霊宝市函谷関鎮にあり、全長7851m。中鉄三局により建設され、2008年9月3日に貫通した[2]。
- 秦東トンネル：陝西省潼関県にあり、全長7685m。

## 歴史
- 2005年9月25日 着工[3]
- 2009年6月29日 函谷関トンネルの軌道を敷設し、全線の軌道敷設が終了[4]
- 2009年9月14日 鄭州 - 洛陽間の試運転を開始[5]
- 2009年11月30日 陝西省内の動車組による試運転を開始[6]。
- 2009年12月11日 試験走行で最高時速394.2kmを記録[7]
- 2010年1月28日 乗客を乗せた試運転が成功[8]
- 2010年2月6日 正式開業[9]
- 2012年12月26日 石武旅客専用線の全線開業により鄭州東経由で北京、武漢、広州方面へ直通運転を開始。

## 駅一覧
- 背景色が■で、かつ斜体字で表示している駅は現在施設が供用されていない、または完成していないことを示す。

| 路線 | 路線 | 路線 | 駅名       | 駅名         | 駅名            | 駅間 キロ | 累計 キロ | 接続路線・備考 | 所在地 | 所在地   | 所在地 |
| 路線 | 路線 | 路線 | 日本語     | 簡体字中国語 | 英語            | 駅間 キロ | 累計 キロ | 接続路線・備考 | 所在地 | 所在地   | 所在地 |
| ---- | ---- | ---- | ---------- | ------------ | --------------- | --------- | --------- | --- | ------ | -------- | ------ |
|      |      |      | 鄭州東駅   | 郑州东站     | Zhengzhou East  |           | 0.0       | ■鄭徐旅客専用線 ■石武旅客専用線 ■鄭渝旅客専用線 ■鄭州地下鉄1号線 ■鄭州地下鉄5号線                                   | 河南省 | 鄭州市   | 金水区 |
|      |      |      | 鄭州駅     | 郑州站       | Zhengzhou       |           |           | ■京広線 ■隴海線 ■鄭州地下鉄1号線                                                                                    | 河南省 | 鄭州市   | 二七区 |
|      |      |      | 鄭州西駅   | 郑州西站     | Zhengzhou West  |           |           | | 河南省 | 鄭州市   | 滎陽市 |
|      |      |      | 鞏義南駅   | 巩义南站     | Gongyi South    |           |           | | 河南省 | 鄭州市   | 鞏義市 |
|      |      |      | 洛陽龍門駅 | 洛阳龙门站   | Luoyang Longmen |           |           | ■洛陽軌道交通2号線                                                                                                  | 河南省 | 洛陽市   | 洛竜区 |
|      |      |      | 澠池南駅   | 渑池南站     | Mianchi South   |           |           | | 河南省 | 三門峡市 | 澠池県 |
|      |      |      | 三門峡南駅 | 三门峡南站   | Sanmenxia South |           |           | | 河南省 | 三門峡市 | 陝州区 |
|      |      |      | 霊宝西駅   | 灵宝西站     | Lingbao West    |           |           | | 河南省 | 三門峡市 | 霊宝市 |
|      |      |      | 華山北駅   | 华山北站     | Huashan North   |           |           | | 陝西省 | 渭南市   | 華陰市 |
|      |      |      | 渭南北駅   | 渭南北站     | Weinan North    |           |           | | 陝西省 | 渭南市   | 臨渭区 |
|      |      |      | 臨潼東駅   | 临潼东站     | Lintong East    | 建設中    | 建設中    | | 陝西省 | 西安市   | 臨潼区 |
|      |      |      | 西安北駅   | 西安北站     | Xi'an North     |           |           | ■西宝旅客専用線 ■大西旅客専用線 ■西成旅客専用線 ■銀西旅客専用線 ■西安地下鉄2号線 ■西安地下鉄4号線 ■西安地下鉄14号線 | 陝西省 | 西安市   | 未央区 |

## 運行状況
- 2011年1月時点の運行状況
  - 鄭州発西安行き：9本/日
  - 西安発鄭州行き：7本/日
  - 路線距離：505km（鄭州駅 - 西安駅）
  - 所要時間：1時間58分 - 2時間45分
  - 平均速度：184km/h - 257km/h
  - 途中停車駅数：1駅 - 7駅